# 翁斯伐摩夷

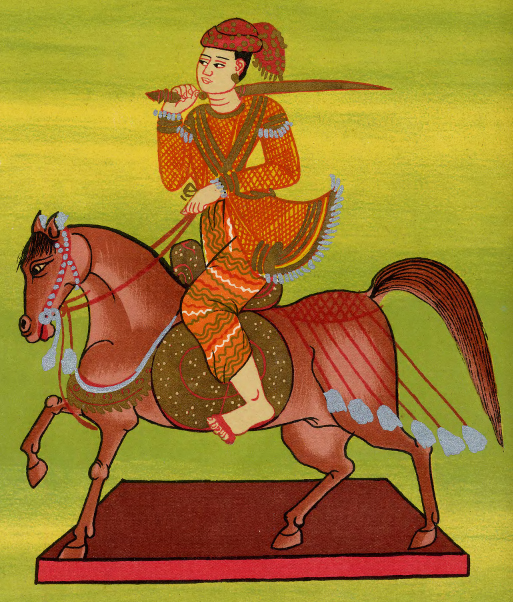
翁斯伐摩夷

翁斯伐摩夷是37尊緬甸神靈之一。他生前名叫翁斯伐，是蒲甘王朝國王那羅波帝悉都手下大將，曾率武士刺殺那羅帝因迦。那羅波帝悉都曾允諾翁斯伐，會將那羅帝因迦的妃子擇一許配給他。後來那羅波帝悉都食言反悔，翁斯伐很是憤怒，當著國王的面啐了一口，被國王下令處死。翁斯伐摩夷一般被描繪成持刀的騎馬武士。